# مارماهی عمانی
مارماهی عمانی (نام علمی: Ichthyapus omanensis) نام یک گونه از تیره کرم‌ماهیان است.